# كارل كورنر
كارل كورنر (بالألمانية: Karl Körner)‏ هو عسكري ألماني، ولد في 19 أبريل 1920 في Hoym ‏ في ألمانيا، وتوفي في 8 أغسطس 1997 في Neu-Eichenberg ‏ في ألمانيا.